# Artocarpomyces
Artocarpomyces är ett släkte av svampar. Artocarpomyces ingår i divisionen sporsäcksvampar och riket svampar.